# Adolf König (Politiker)

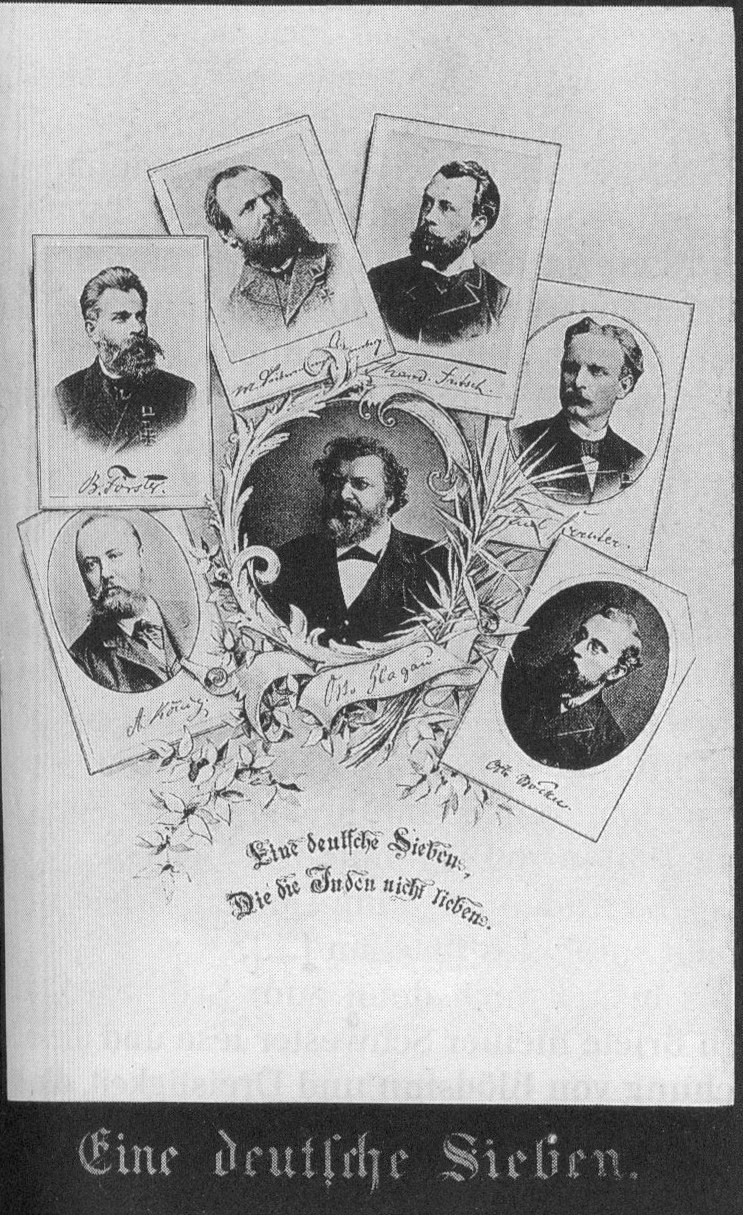
Adolf König auf einer Darstellung führender Antisemiten des Kaiserreichs („Berliner Bewegung“)

Adolf König (* 28. Juni 1850 in Witten; † 23. November 1900) war Mediziner und Mitglied des Deutschen Reichstags.

## Leben
König besuchte das Gymnasium in Duisburg und die Universitäten Göttingen, Kiel und Wien. Während seines Studiums wurde er 1869 Mitglied der Burschenschaft Brunsviga. Ab 1876 war er Arzt in Witten und Anstaltsarzt in der Diakonissenanstalt. Weiter war er fünf Jahre Stadtverordneter und sechs Jahre Magistratsmitglied in Witten. König war für Westfalen eine führende Figur des protestantisch geprägten Antisemitismus.
Vom 24. Juli 1893 bis 26. Februar 1895 war er Mitglied des Deutschen Reichstags für den Reichstagswahlkreis Regierungsbezirk Kassel 1 (Rinteln, Hofgeismar, Wolfhagen) und die antisemitische Deutschsoziale Partei. Sein Mandat wurde 1895 für ungültig erklärt.